# Пласкинино
Пласки́нино — деревня в Раменском районе Московской области. Входит в сельское поселение Кузнецовское. Население — 311 чел. (2010).

## География
Деревня расположена в 56 км к юго-востоку от Москвы. Через Пласкинино протекает река Дорка (приток Гжелки).
Деревня окружена сосновым бором. На берегу Дорки обустроен пляж с белым песком.
В 1975 году на месте футбольного поля был вырыт карьер для добычи песка. При разливе Дорки он заполняется водой, образуя озеро.

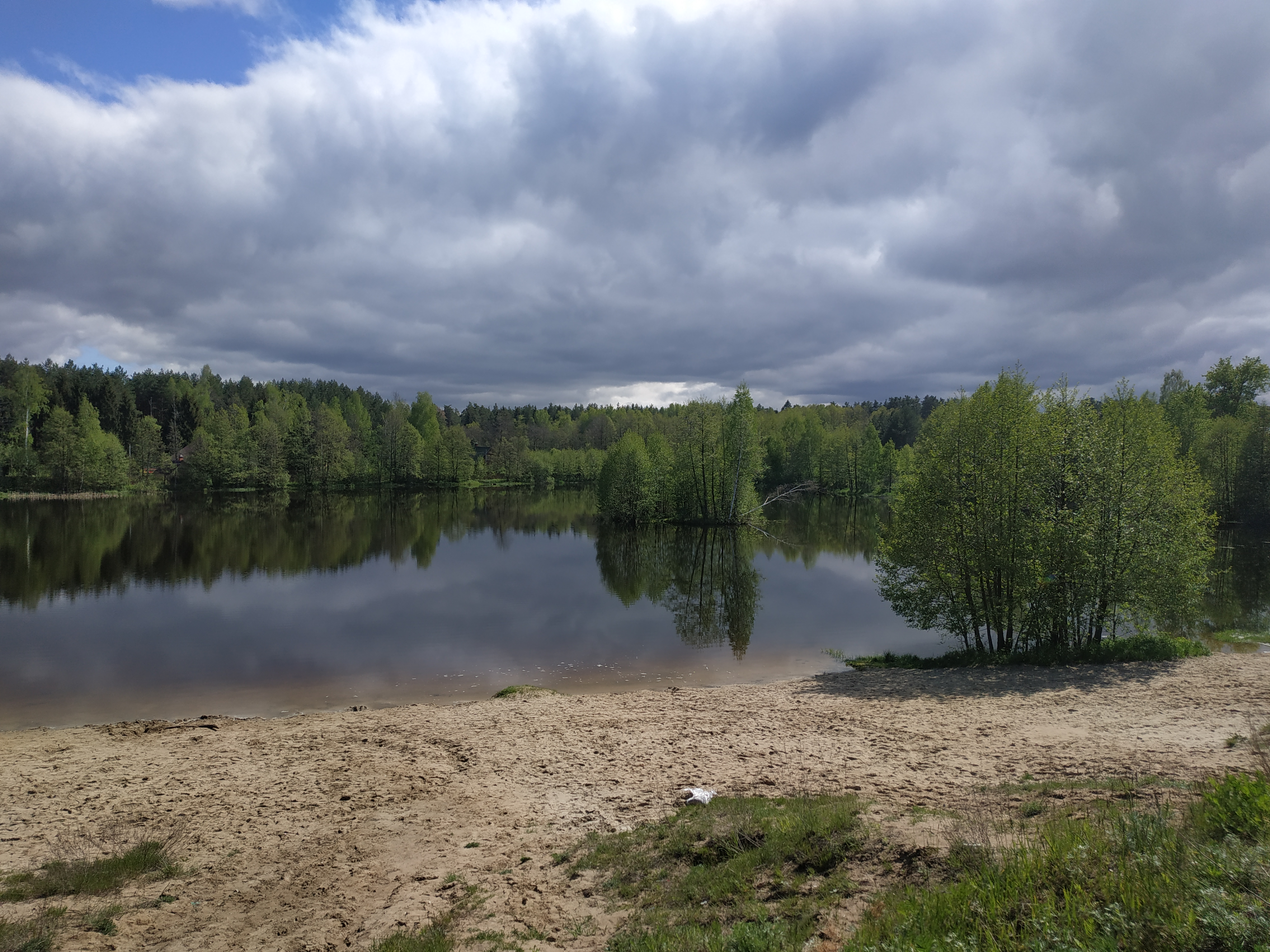
Озеро в карьере

## История
Деревня известна с 1631 года.

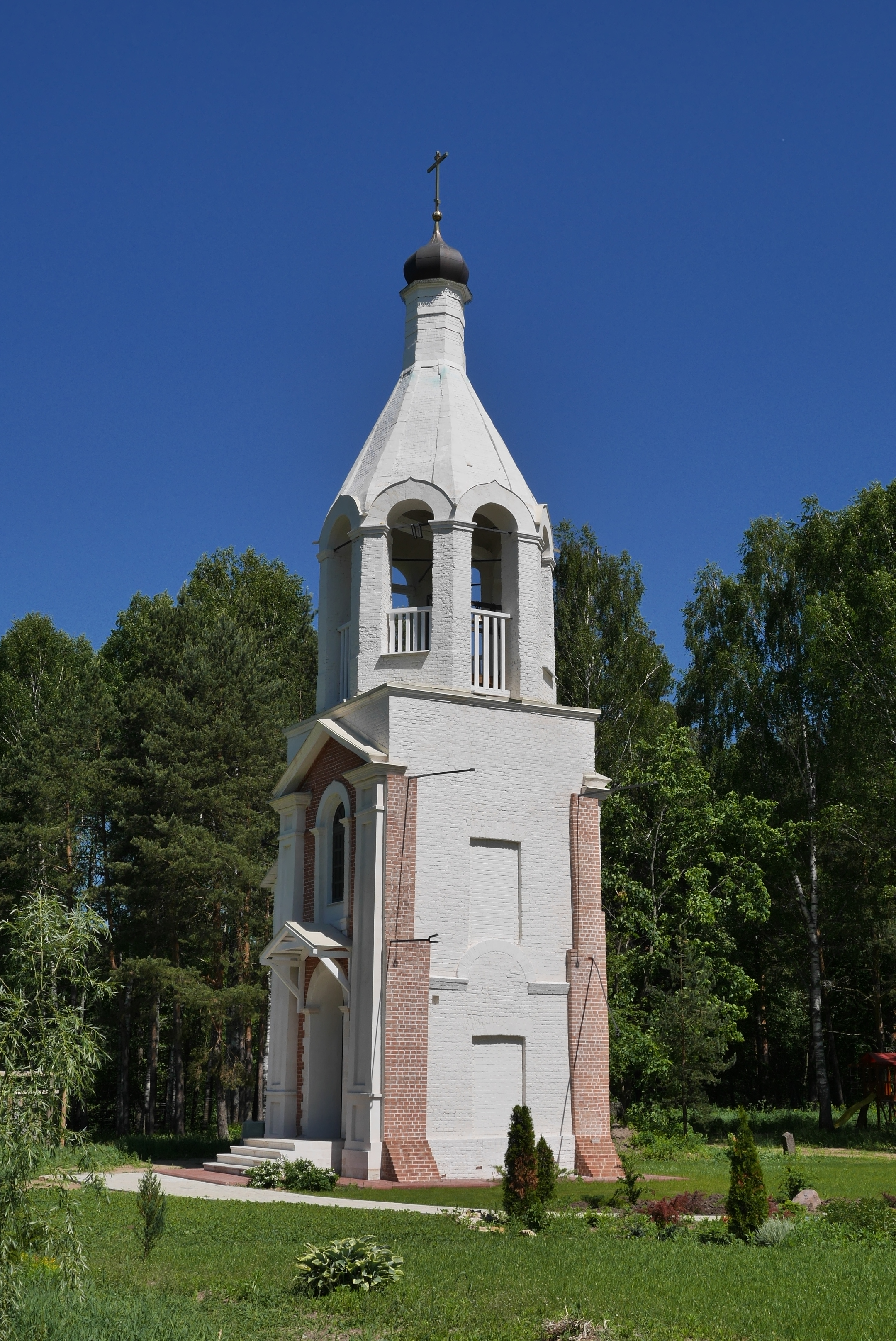
Храм Димитрия Солунского

30 июля 2017 года епископ Луховицкий Петр (Дмитриев) совершил великое освящение новопостроенного храма вмч. Димитрия Солунского погоста Дорки и восстановленной колокольни старого Димитриевского храма.

## Население
| 1926 | 2002 | 2010 |
| ---- | ---- | ---- |
| 725  | ↘263 | ↗311 |

## Транспорт
Маршруты автобусов № 21, 45 соединяют деревню транспортным сообщением с железнодорожной станцией Бронницы Рязанского направления Московской железной дороги.
Рядом с деревней расположены садоводческие товарищества «Полесье», «Театральный», «Сталь-2», «Альбатрос», «Наука», «Медик», «Полёт», «Ручей», «Лесное», «Автомобилист», «Тишина», «Юбилейный», «Монтажник», «Прибор», «Сокол» и др.